# Allium pictistamineum
Allium pictistamineum — вид трав'янистих рослин родини амарилісові (Amaryllidaceae), поширений у Туреччині й на Східних Егейських островах.

## Опис
Цибулина круглої або яйцеподібної форми, діаметром 0.5–1.2 см; зовнішні оболонки чорнуваті, бурі або темно-коричневі, шкірясті. Стебло 8–45 см, часто гнучке, струнке, голе. Листків 2–3, ниткоподібні, ≈ 2 мм завширшки. Зонтик 2–5 см діаметром, нещільне. Оцвітина яйцеподібно-дзвінчаста; сегменти блідо-зелені, зеленувато-жовті, зеленувато-коричневі або з червонуватою або зеленою серединною жилкою, пізніше стаючи брудно-бузковими, еліптичні, 4–5 мм, округлі на верхівці. Коробочка кругла, 4 мм, стиснена.

## Поширення
Поширення: Східні Егейські острови, зх. Туреччина.
Населяє чагарники Pinus brutia macchie, Quercus coccifera, степові схили пагорбів, щілини вапнякових порід, 200—980 м.